# Royal Cinque Ports Golf Club
 (avril 2021).
La mise en forme du texte ne suit pas les recommandations de Wikipédia : il faut le « wikifier ».
Les points d'amélioration suivants sont les cas les plus fréquents. Le détail des points à revoir est peut-être précisé sur la page de discussion.
- Les titres sont pré-formatés par le logiciel. Ils ne sont ni en capitales, ni en gras.
- Le texte ne doit pas être écrit en capitales (les noms de famille non plus), ni en gras, ni en italique, ni en « petit »…
- Le gras n'est utilisé que pour surligner le titre de l'article dans l'introduction, une seule fois.
- L'italique est rarement utilisé : mots en langue étrangère, titres d'œuvres, noms de bateaux, etc.
- Les citations ne sont pas en italique mais en corps de texte normal. Elles sont entourées par des guillemets français : « et ».
- Les listes à puces sont à éviter, des paragraphes rédigés étant largement préférés. Les tableaux sont à réserver à la présentation de données structurées (résultats, etc.).
- Les appels de note de bas de page (petits chiffres en exposant, introduits par l'outil «  Source ») sont à placer entre la fin de phrase et le point final[comme ça].
- Les liens internes (vers d'autres articles de Wikipédia) sont à choisir avec parcimonie. Créez des liens vers des articles approfondissant le sujet. Les termes génériques sans rapport avec le sujet sont à éviter, ainsi que les répétitions de liens vers un même terme.
- Les liens externes sont à placer uniquement dans une section « Liens externes », à la fin de l'article. Ces liens sont à choisir avec parcimonie suivant les règles définies. Si un lien sert de source à l'article, son insertion dans le texte est à faire par les notes de bas de page.
- La présentation des références doit suivre les conventions bibliographiques. Il est recommandé d'utiliser les modèles {{Ouvrage}}, {{Chapitre}}, {{Article}}, {{Lien web}} et/ou {{Bibliographie}}. Le mode d'édition visuel peut mettre en forme automatiquement les références.
- Insérer une infobox (cadre d'informations à droite) n'est pas obligatoire pour parachever la mise en page.

Pour une aide détaillée, merci de consulter Aide:Wikification.
Si vous pensez que ces points ont été résolus, vous pouvez retirer ce bandeau et améliorer la mise en forme d'un autre article.
Royal Cinque Ports Golf Club est un parcours de golf situé dans la ville de Deal, Kent dans le Sud Est de l'Angleterre. Le parcours est d'ailleurs souvent appelé « Deal ».
Fondé en 1892, le club tire son nom de l'appartenance de Deal à la province militaire des Cinq-Ports. Le parcours longe la côte de Sandwich Bay, sur le même tronçon de côte que le Royal St George's Golf Club et le Prince's Golf Club.
Le club reçoit son titre d'association royale le 24 septembre 1910 lorsque le roi George V accepte le patronage du club.
Royal Cinque Ports a accueilli l'Open britannique en 1909 et 1920. Deux autres éditions, prévues en 1938 et 1949, ont été déplacées au Royal St George's lorsque des marées anormalement hautes ont inondé le parcours. Le Royal and Ancient Golf Club of St Andrews décide alors de retirer le parcours de la rotation. Néanmoins, il reste un parcours de qualification (le plus récemment en 2017) et continue de recevoir d'autres tournois comme le championnat amateur (1923, 1982, 2013).

## Carte des scores
Distance depuis les départs noirs.
| Trou  | Yards | Par |        | Trou  | Yards | Par |
| ----- | ----- | --- | ------ | ----- | ----- | --- |
| 1     | 418   | 4   |        | 10    | 357   | 4   |
| 2     | 430   | 4   | 11     | 398   | 4     |     |
| 3     | 510   | 5   | 12     | 463   | 4     |     |
| 4     | 149   | 3   | 13     | 478   | 4     |     |
| 5     | 601   | 5   | 14     | 221   | 3     |     |
| 6     | 356   | 4   | 15     | 474   | 4     |     |
| 7     | 414   | 4   | 16     | 496   | 4     |     |
| 8     | 172   | 3   | 17     | 396   | 4     |     |
| 9     | 457   | 4   | 18     | 455   | 4     |     |
| Aller | 3 507 | 36  | Retour | 3 738 | 35    |     |
|       |       |     |        | Total | 7 245 | 71  |

## Compétition
Le Royal Cinque Ports Golf Club a accueilli l'Open britannique à deux reprises.
| Annee | Vainqueur     | Score | Score | Score | Score | Score |
| Annee | Vainqueur     | R1    | R2    | R3    | R4    | Total |
| ----- | ------------- | ----- | ----- | ----- | ----- | ----- |
| 1909  | JH Taylor 4e  | 74    | 73    | 74    | 74    | 295   |
| 1920  | George Duncan | 80    | 80    | 71    | 72    | 303   |